# Isaac Menyoli
Isaac Menyoli föddes 6 augusti 1972 i Tiko och är en före detta längdåkare från Kamerun. Menyoli ställde upp i Olympiska vinterspelen 2002 i Salt Lake City, där han var Kameruns första deltagare under olympiska vinterspelen i historien.
Under invigningsceremonin var han Kameruns flaggbärare. Han placerade sig på sextiofemte plats i sprinten och lyckades att besegra fem andra idrottare. I loppet över 10 kilometer klassiskt tog han sig i mål som siste man, på en åttionde plats. Menyoli fortsatte tävla litegrann vid amerikanska inhemska tävlingar innan lade ner karriären år 2010.
Menyoli är 198 centimeter lång. Han arbetar numera som arkitekt i bland annat Milwaukee i Wisconsin. Redan när han ställde upp i olympiska spelen jobbade han som arkitekt och redan som 15-åring i Kamerun började Menyoli att intressera sig för yrket.